# 山梨県立増穂商業高等学校
山梨県立増穂商業高等学校（やまなしけんりつ ますほしょうぎょうこうとうがっこう）は、山梨県南巨摩郡富士川町に所在した公立の商業高等学校。

## 概要
通称は「増商」（ますしょう）｢増高｣(ますこう)。
文化祭は、緑誠祭と言い文化祭の前には周辺の各世帯に新聞に折り込む形でのチラシが配布される。商業高校らしく「増商デパート」とも呼ばれている。前身は山梨県立増穂高校、そのまた前身は山梨県立巨摩高等学校定時制の増穂分校であった。山梨県内の商業高校で初めて商標を登録しており、現在2件の商標登録を行っている。
2020年（令和2年）4月に峡南3校の再編計画により山梨県立青洲高等学校が設置されることが決定したため2019年度を最後に募集を停止し、2021年度をもって廃校。
2024年元日に発生した能登半島地震により被災した日本航空石川高校が系列校の山梨県甲斐市に主力選手を中心に生活の拠点を移して避難してきたことから、硬式野球部に対して県がかつての増穂商業高（富士川町）の校舎、施設、グラウンドを提供することになり、1月19日から全体練習が開始された。

## 設置学科
- 商業科
- 情報処理科

## 沿革[2]
- 1953年8月1日 - 前身である山梨県立巨摩高等学校定時制の増穂分校が増穂中学校に設置された。
- 1956年2月22日 - 増穂高校の設立認可。
- 1956年4月1日 - 巨摩高等学校から独立し、山梨県立増穂高等学校として現在の敷地に開校。全日制課程、定時制課程とも商業科を設置。
- 1963年4月1日 - 山梨県立増穂商業高等学校に改称。
- 1976年3月4日 - 定時制を閉課。
- 1986年4月1日 - 情報処理科を設置。
- 2019年3月 - この年を最後に募集停止。
- 2022年3月 - 閉校。

## 部活動
- アマチュア無線呼出符号JE1ZOKが存在した。
- 女子バレーボール部はオリンピック選手を輩出した強豪校であった。

## 出身者
- 矢野広美 - 元バレーボール選手、モントリオールオリンピック金メダリスト。
- 辻知恵（旧姓・名取） - 元バレーボール選手（アテネオリンピック日本代表）
- 鶴田桂子（現姓：原） - 元バレーボール選手
- 金子早織 - バレーボール選手

## 交通
- 東海旅客鉄道
  - 身延線：鰍沢口駅・市川大門駅  両駅とも徒歩で５０分近く掛かる。
- 富士川町コミュニティバス
  - 増穂商業高校正門バス停留所 　市川大門駅～増穂商業高校正門～鰍沢口駅間を、平日と学校登校日に運行している。駅から自転車を利用して行く学生もいる。
- 富士川町ホリデーパス 小室線
  - 増穂商業高校正門バス停留所 　鰍沢口駅～増穂商業高校正門～小室間を土日に運行している。
- 身延町営バス　身延鰍沢線
  - 増穂商業高校正門バス停留所 　身延駅～身延支所～鰍沢口駅→増穂商業高校正門→富士川病院間、鰍沢口駅→富士川病院→増穂商業高校正門→身延支所～身延駅間を平日と土曜日に運行している。高校生以下は無料で乗車できる。
- 山梨交通・山交タウンコーチ
  - 増穂商業高校停留所

増穂商業高校より徒歩5分程度。